# Шварев, Николай Александрович (генерал-майор)
Николай Александрович Шварев (14 апреля 1896 года, Москва — 1 июня 1960 года, посёлок Снегири, Московская область) — советский военный деятель, генерал-майор (31 марта 1943 года).

## Начальная биография
Николай Александрович Шварев родился 14 апреля 1896 года в Москве.

## Военная служба

### Первая мировая и гражданская войны
В сентябре 1915 года призван в ряды Русской императорской армии, после чего служил вольноопределяющимся в 191-м запасном пехотном полку. В начале 1916 года был направлен на учёбу на пулемётные курсы при учебной пулемётной команде в городе Ораниенбаум, после окончания которых был направлен на Западный фронт в 13-й пехотный полк, в составе которого принимал участие в боевых действиях в чине младшего и старшего унтер-офицера и должности командира взвода. После Октябрьской революции вернулся на родину.
15 декабря 1917 года Шварев добровольно вступил в красногвардейский отряд в Москве, а с января 1918 года служил на 1-х Московских пулемётных курсах на должностях командира взвода и инструктора пулемётного дела, одновременно в том же году окончил эти курсы. В январе 1919 года от Московских курсов был выделен костяк на формирование Уральских советских курсов пулемётного дела, на которых Шварев назначен на должность инструктора. В апреле того же года от курсов направлен на Восточный фронт, где воевал командиром пулемётной команды 5-го стрелкового полка бригады курсантов против войск под командованием А. В. Колчака. В июле с бригадой убыл в Черкассы на формирование Черкасских советских курсов. В составе Восточной бригады курсантов начальником пулемётной команды принимал участие в боевых действиях против вооружённых формирований «зелёных» на Южном фронте.
После их разгрома в ноябре 1919 году отозван в Главное управление вузов, после чего назначен на должность инструктора пулемётного дела на Вольских советских курсах. В августе 1920 года Шварев назначен на должность начальника пулемётной команды маршевого батальона в составе Восточной бригады курсантов, после чего по Каспийскому морю направлен на Кавказский фронт в город Баку.

### Межвоенное время
В декабре 1920 года направлен на учёбу на курсы «Выстрел», однако уже в феврале 1921 года был откомандирован на 81-е Минские пехотные курсы, где служил на должностях командира батальона, инструктора пулемётного дела и начальника пулемётной команды.
В сентябре 1924 года направлен слушателем на курсы «Выстрел», после окончания которых c августа 1925 года служил в 7-й Белорусской объединённой школе имени ЦИК БССР на должностях командира роты и начальника строевого обучения. В том же году вступил в ВКП(б).
В октябре 1927 года назначен на должность командира батальона в составе 6-го стрелкового полка, а в декабре 1930 года — на должность помощника командира по хозяйственной части 79-го стрелкового полка (27-я стрелковая дивизия, Белорусский военный округ). С февраля по июнь 1931 года Шварев учился на хозяйственном отделении в составе курсов «Выстрел», после чего вернулся на прежнюю должность. В июле 1935 года назначен на должность начальника военно-хозяйственной службы 27-й стрелковой дивизии, а в апреле 1938 года — на ту же должность в управлении 4-го стрелкового корпуса.
С августа 1939 года майор Шварев командовал 635-м стрелковым полком в составе 143-й стрелковой дивизии, а в декабре того же года назначен на должность командира 355-го стрелкового полка (100-я стрелковая дивизия), после чего принимал участие в боевых действиях в ходе советско-финляндской войны, за что был награждён орденом Красного Знамени. После окончания войны дивизия была включена в состав Западного Особого военного округа.

### Великая Отечественная война
С началом войны полковник Шварев находился на прежней должности. Полк под его командованием в составе Западного фронта принимал участие в боевых действиях в ходе приграничного сражения в Белоруссии и Смоленского сражения. С августа 1941 года после полученного тяжёлого ранения находился на лечении в госпиталях в Москве и Тбилиси. С выздоровлением в ноябре назначен на должность заместителя командира 79-й отдельной стрелковой бригады (Северокавказский военный округ), которая после включения в состав Отдельной Приморской армии с января 1942 года принимала участие в боевых действиях под Севастополем. В апреле Шварев был назначен на должность командира 388-й стрелковой дивизии, которая в составе этой же армии Крымского фронта также вела оборонительные боевые действия в районе Севастополя.
После сдачи города и эвакуации на Таманский полуостров в июле Шварев был зачислен в распоряжение Военного совета Северо-Кавказского фронта. С 4 августа исполнял должность командира 317-й стрелковой дивизии, формировавшейся в городе Грозный (утверждён приказом НКО СССР от 26 октября 1942 года). В конце августа дивизия была включена в состав 58-й армии Северной группы войск Закавказского фронта, после чего занималась оборудованием оборонительного рубежа общей протяжённостью 75 км. В период с 24 сентября по 4 октября дивизия входила в 44-ю армию Северной группы войск Закавказского фронта, затем была передислоцирована в район города Беслан, где заняла оборону. 17 октября она была включена в состав 9-й армии, после чего принимала участие в боевых действиях в ходе Нальчикско-Орджоникидзевской оборонительной операции. 3 декабря 1942 года дивизия вновь вошла в состав 58-й армии и со 2 января 1943 года в ходе Северо-Кавказской операции вела наступательной боевые действия в направлении городов Прохладный, Минеральные Воды, Георгиевск, а 30 января её передовой отряд участвовал в освобождении города Тихорецк. С 9 февраля 1943 года дивизия принимала участие в Краснодарской операции, в ходе которой вела тяжёлые наступательные и оборонительные боевые действия в Плавнях. 16 апреля дивизия была выведена в резерв Ставки Верховного главнокомандования на пополнение и 24 апреля была включена в состав 56-й армии, после чего вела боевые действия в направлении ст. Крымская. Однако, встретив упорное сопротивление противника на оборонительном рубеже «Голубая линия», дивизия перешла к обороне.
В июне генерал-майор Шварев назначен на должность заместителя командующего 18-й армией, одновременно руководил десантной группой армии в ходе Керченско-Эльтигенской десантной операции.
5 ноября 1943 года назначен на должность 20-го стрелкового корпуса, который принимал участие в оборонительных боевых действиях в районе населённого пункта Мысхако, а затем в освобождении Таманского полуострова и города Новороссийск. За умелое командование, успешное выполнение боевых задач частями корпуса Шварев был награждён орденом Кутузова 2 степени.
С 18 марта 1944 года временно исполнял должность командира 3-го горнострелкового корпуса, который участвовал в ходе Крымской наступательной операции и в освобождении городов Керчь и Ялта. В связи с возвращением командира 3-го горнострелкового корпуса генерал-майора А. А. Лучинского 16 апреля 1944 года генерал-майор Н. А. Шварев вновь назначен на должность командира 20-го стрелкового корпуса, который в составе 28-й армии корпус принимал участие в ходе Белорусской, Восточно-Прусской и Берлинской наступательных операций, а также в освобождении городов Бережаны, Брест, Гумбиннен, Фридланд и в штурме Берлина.
За успешное командование в этих операциях Шварев был награждён орденами Красного Знамени, Суворова 2-й степени и Богдана Хмельницкого 2-й степени.
В мае 1945 года корпус в составе 3-й гвардейской армии 1-го Украинского фронта принимал участие в ходе Пражской наступательной операции, а также при овладении Дрездена и ликвидации окружённой группировки противника, за что Шварев был награждён орденом Кутузова 1-й степени.
За время войны Шварев был одиннадцать раз упомянут в благодарственных в приказах Верховного Главнокомандующего.

### Послевоенная карьера
После окончания войны продолжил командовать 20-м стрелковым корпусом, который в августе 1945 года был включён в состав Барановичского военного округа. В октябре того же года был снят с занимаемой должности и зачислен в распоряжение Главного управления кадров НКО, а в январе 1946 года назначен на должность командира 11-й гвардейской стрелковой дивизии, которая в марте была включена в состава Прибалтийского военного округа. После расформирования дивизии генерал-майор Николай Александрович Шварев в июне того же года был зачислен в распоряжение Военного совета округа, а 19 октября 1946 года уволен в запас.
Умер 1 июня 1960 года в посёлке Снегири Московской области.

## Награды
СССР
- Орден Ленина (21.02.1945)[3];
- Четыре ордена Красного Знамени (1940, 31.08.1941[7], 1942[3], 03.11.1944[3]);
- Орден Кутузова 1 степени (29.05.1945);
- Орден Суворова 2 степени (23.07.1944);
- Орден Кутузова 2 степени (25.10.1943);
- Орден Богдана Хмельницкого 2 степени (19.04.1945)
- Орден Отечественной войны 1 степени (02.04.1943)[8]
- Медали.

Иностранные награды:
- Крест «За выдающиеся заслуги» (1944, США)[3]

Приказы (благодарности) Верховного Главнокомандующего, в которых отмечен Н. А. Шварев
- За овладение городом и крепостью Керчь — важным опорным пунктом обороны немцев. 11 апреля 1944 года. № 105.
- За форсирование реки Друть севернее города Рогачёв, прорыв сильной, глубоко эшелонированной обороны противника на фронте протяжением 30 километров и в глубину до 12 километров. 25 июня 1944 года. № 118.
- За стремительное наступление северо-западнее Минска, овладение областным центром Белоруссии городом Вилейка — важной железнодорожной станцией и городом Красное. 2 июля 1944 года. № 127.
- За овладение областным центром Белоруссии городом Барановичи — важным железнодорожным узлом и мощным укрепленным районом обороны немцев, прикрывающим направления на Белосток и Брест. 8 июля 1944 года. № 132.
- За овладение городом Слоним — крупным узлом коммуникаций и мощным опорным пунктом обороны немцев на реке Шара. 10 июля 1944 года. № 134.
- За овладение областным центром Белоруссии городом и крепостью Брест (Брест-Литовск) — оперативно важным железнодорожным узлом и мощным укреплённым районом обороны немцев на варшавском направлении. 28 июля 1944 года. № 157.
- За овладение штурмом в Восточной Пруссии городом Гумбиннен — важным узлом коммуникаций и сильным опорным пунктом обороны немцев на кёнигсбергском направлении. 21 января 1945 года. № 238.
- За овладение штурмом городами Хайльсберг и Фридланд — важными узлами коммуникаций и сильными опорными пунктами обороны немцев в центральных районах Восточной Пруссии. 31 января 1945 года. № 267.
- За овладение городом Прейс-Эйлау — важным узлом коммуникаций и сильным опорным пунктом обороны немцев в Восточной Пруссии. 10 февраля 1945 года. № 272.
- За завершение ликвидации окружённой восточно-прусской группы немецких войск юго-западнее Кёнигсберга. 29 марта 1945 года. № 317.
- За полное овладение столицей Германии городом Берлин — центра немецкого империализма и очага немецкой агрессии. 2 мая 1945 года. № 359.

## Память
В честь Николая Александровича Шварева в городе Майский (Кабардино-Балкария) названа улица.